# Pelham Range
Pelham Range är ett berg i Kanada.   Det ligger i provinsen British Columbia, i den sydvästra delen av landet, 3 700 km väster om huvudstaden Ottawa. Toppen på Pelham Range är 912 meter över havet, eller 683 meter över den omgivande terrängen. Bredden vid basen är 10,5 km.
Terrängen runt Pelham Range är huvudsakligen kuperad, men den allra närmaste omgivningen är bergig.Trakten runt Pelham Range är nära nog obefolkad, med mindre än två invånare per kvadratkilometer.. Det finns inga samhällen i närheten. 
I omgivningarna runt Pelham Range växer i huvudsak barrskog.